# Eurodistrict Strasbourg-Ortenau
L'« Eurodistrict Strasbourg-Ortenau » (Eurodistrikt Strasbourg-Ortenau en allemand)  agglomération transfrontalière de Strasbourg, est un groupement européen de coopération territoriale (GECT) créé sous la forme d'une convention de coopération le 7 octobre 2005. Le 1er février 2010, cette convention de coopération devient un groupement européen de coopération territoriale. Le GECT  dispose d'une personnalité juridique et d'un conseil de 48 membres (élus locaux français et allemands), les décisions y sont prises à la majorité simple et sont mises en œuvre par un secrétariat général commun. 
Le territoire de l'Eurodistrict comprend l'Eurométropole de Strasbourg ainsi que la Communauté de communes du Canton d'Erstein pour la partie française et l’Arrondissement de l'Ortenau pour la partie allemande. Il compte 1 010 514 habitants et regroupe 112 communes dont les plus peuplées sont les villes de Strasbourg, Offenbourg, Oberkirch, Lahr, Kehl, Achern, Benfeld et Erstein.

## Historique
Le 22 janvier 2003, Jacques Chirac et Gerhard Schröder proposent la création d'un Eurodistrict autour des villes de Strasbourg et de Kehl à l'occasion d'une déclaration commune à l'Élysée. Le 22 janvier devient la « journée franco-allemande » (deutsch-französischer Tag).
Une résolution commune portant sur la création de l'eurodistrict Strasbourg-Ortenau fut signée le 24 mai 2003 à Offenbourg par Fabienne Keller (alors maire de Strasbourg), Robert Grossmann, (président de la Communauté urbaine de Strasbourg), Günther Petry (maire de Kehl), Edith Schreiner (maire d'Offenbourg), Reinhart Köstlin (alors maire d'Achern), Wolfgang G. Müller (alors maire de Lahr), Matthias Braun (alors maire d'Oberkirch) et Klaus Brodbeck (alors président de l'arrondissement de l'Ortenau). Le but de la résolution était de présenter une version viable du projet au sommet franco-allemand à venir le 10 juin 2003.
Le 30 juin 2003, le ministre français des Affaires étrangères, Noëlle Lenoir, et son homologue allemand, Hans Martin Bury (de), ont signé un document régissant le cadre légal, politique, économique, géographique, etc. dans lequel l'eurodistrict sera situé.
L'Eurodistrict Strasbourg-Ortenau est créé le 7 octobre 2005 par la signature d'une convention à l’Hôtel de ville de Strasbourg. 
Le maire de Strasbourg, Roland Ries, pendant et après sa campagne électorale de 2007, proposa le renforcement du district afin de maintenir la présence du Parlement européen dans la ville (cf. Sièges des institutions de l'Union européenne) en le rendant plus autonome et similaire à un capital district européen. Cependant, les communautés de l'arrondissement de l'Ortenau étaient moins enthousiastes au sujet du projet d'eurodistrict.
Finalement, fin janvier 2010 le gouvernement allemand donna son accord définitif sur la création de l'entité. En France, un arrêté préfectoral paru le 1er février 2010 rend officiel l'Eurodistrict dans sa forme de groupement européen de coopération territoriale (CEGT).
La session inaugurale du Conseil de l'eurodistrict eut lieu le 4 février 2010. Roland Ries devint le premier président du Conseil.
Début 2013, le conseil de l'Eurodistrict réuni à Appenweier adopte le principe de l'intégration des communautés de communes de Benfeld, du Rhin (Rhinau) et du Pays d'Erstein. La Communauté urbaine de Strasbourg leur laisse trois sièges au conseil et au bureau.

## Composition
L'Eurodistrict est composé de 112 communes.
| Arrondissement de l'Ortenau | Eurométropole de Strasbourg | Communauté de communes du Canton d'Erstein |
| --------------------------- | --------------------------- | ------------------------------------------ |
| Achern                      | Achenheim                   | Bolsenheim                                 |
| Appenweier                  | Blaesheim                   | Erstein                                    |
| Bad Peterstal-Griesbach     | Bischheim                   | Hindisheim                                 |
| Berghaupten                 | Breuschwickersheim          | Hipsheim                                   |
| Biberach                    | Eckbolsheim                 | Ichtratzheim                               |
| Durbach                     | Eckwersheim                 | Limersheim                                 |
| Ettenheim                   | Entzheim                    | Nordhouse                                  |
| Fischerbach                 | Eschau                      | Osthouse                                   |
| Friesenheim                 | Fegersheim                  | Schaeffersheim                             |
| Gengenbach                  | Geispolsheim                | Uttenheim                                  |
| Gutach (Schwarzwaldbahn)    | Hangenbieten                | Benfeld                                    |
| Haslach im Kinzigtal        | Hœnheim                     | Herbsheim                                  |
| Hausach                     | Holtzheim                   | Huttenheim                                 |
| Hofstetten                  | Illkirch-Graffenstaden      | Herbsheim                                  |
| Hohberg                     | Kolbsheim                   | Kertzfeld                                  |
| Hornberg                    | Lampertheim                 | Kogenheim                                  |
| Kappel-Grafenhausen         | Lingolsheim                 | Matzenheim                                 |
| Kappelrodeck                | Lipsheim                    | Rossfeld                                   |
| Kehl                        | Mittelhausbergen            | Sand                                       |
| Kippenheim                  | Mundolsheim                 | Sermersheim                                |
| Lahr/Schwarzwald            | Niederhausbergen            | Westhouse                                  |
| Lauf                        | Oberhausbergen              | Witternheim                                |
| Lautenbach                  | Oberschaeffolsheim          | Boofzheim                                  |
| Mahlberg                    | Osthoffen                   | Daubensand                                 |
| Meißenheim                  | Ostwald                     | Diebolsheim                                |
| Mühlenbach                  | Plobsheim                   | Friesenheim                                |
| Neuried                     | Reichstett                  | Gerstheim                                  |
| Nordrach                    | Schiltigheim                | Obenheim                                   |
| Oberharmersbach             | Souffelweyersheim           | Rhinau                                     |
| Oberkirch                   | Strasbourg                  |                                            |
| Oberwolfach                 | Vendenheim                  |                                            |
| Offenbourg                  | La Wantzenau                |                                            |
| Ohlsbach                    | Wolfisheim                  |                                            |
| Oppenau                     |                             |                                            |
| Ortenberg                   |                             |                                            |
| Ottenhöfen im Schwarzwald   |                             |                                            |
| Renchen                     |                             |                                            |
| Rheinau                     |                             |                                            |
| Ringsheim                   |                             |                                            |
| Sasbach                     |                             |                                            |
| Sasbachwalden               |                             |                                            |
| Schuttertal                 |                             |                                            |
| Schutterwald                |                             |                                            |
| Schwanau                    |                             |                                            |
| Seebach                     |                             |                                            |
| Seelbach                    |                             |                                            |
| Steinach                    |                             |                                            |
| Willstätt                   |                             |                                            |
| Wolfach                     |                             |                                            |
| Zell am Harmersbach         |                             |                                            |

## Missions
L'Eurodistrict Strasbourg-Ortenau s'est attribuée plusieurs missions :
- propreté de l’air et protection du climat ;
- restriction de l’utilisation des pesticides dans les espaces verts publics ;
- politique d'urbanisme prenant en compte les aspects environnementaux ;
- mesures d'économie d'énergie pour les bâtiments communaux ;
- gestion commune du traitement des déchets ;
- renforcement des offres en matière de transports publics de proximité ;
- meilleur  accès aux équipement médicaux ;
- développement commun d'un tourisme privilégiant une approche écologique.

Pour atteindre ces objectifs, l'eurorégion s'est donné quatre objectifs principaux par la déclaration de Lahr du 11 octobre 2008 :
- l’eurodistrict « doit apporter une plus-value à tous les citoyens et citoyennes de son territoire – qu’ils aient ou non une vie transfrontalìère » ;
- l'abandon du principe de l'unanimité au Conseil et le passage au principe de la double majorité ;
- l'eurodistrict « doit devenir un laboratoire de l’Europe unie ».

## Organes et fonctionnement

### Conseil

#### Composition
Le Conseil est composé de 50 élus issus des collectivités membres. 25 membres issus de l 'Eurométropole de Strasbourg et d'Erstein,  représentent le côté français et 25 membres de l'Ortenaukreis, des villes d'Achern, de Kehl, de Lahr, d'Oberkirch et d'Offenbourg représentent le côté allemand. 
Enfin, les représentants des États allemand et français sont invités en qualité d'observateur, dans l'attente de leur adhésion. Ce statut d'observateur peut être donné à d'autres collectivités régionales, départementales ou locales. Ce statut donne le droit de participer aux réunions mais ne donne pas droit au vote.

#### Fonctionnement
Le Conseil se réunit publiquement six fois par an sur convocation de son président. Le Conseil peut se réunir dans un délai de 30 jours à la demande d'un quart de ses représentants et sur un ordre du jour qu'ils déterminent. En cas d'urgence, le délai peut être ramené à 3 jours d'avance. À la demande de un tiers de ses membres, ou à la demande du président, le Conseil peut décider de se réunir à huis clos.
Les délibérations ne sont valables que lorsqu'au moins la moitié des représentants de la partie française et allemande sont présents. Si le quorum n'est pas atteint, une nouvelle réunion est convoquée dans les sept jours. Aucune condition de quorum n'est alors nécessaire. Le Conseil statue habituellement à la majorité simple des suffrages exprimés, cependant, à la demande d'un tiers des représentants il peut statuer à la double majorité simple des suffrages exprimés. Le vote est alors public et peut être secret si un tiers des représentants le demande.

#### Compétences
Le Conseil statue dans les domaines suivants :
- les modifications de la convention constitutive et des statuts,
- les stratégies de développement commun ,
- l'adoption des programmes de travail,
- le vote du budget prévisionnel,
- la fixation du montant des contributions au budget,
- l'élection du président, du vice-président parmi ses membres,
- la mise en place des commissions thématiques
- les délibérations concernant l'adhésion de l'Eurodistrict à un autre groupement.

### Président
Le président et le vice-président sont élus pour une durée de 2 ans au scrutin majoritaire uninominal à deux tours. Il est élu sur proposition, alternativement, de la partie française et de la partie allemande. Le président est choisi parmi les représentants relevant de la partie autre que celle dont le Président est issu.
Le Président prépare et exécute les décisions du Conseil. Il est par ailleurs chargé de convoquer le Conseil dont il arrête l'ordre du jour.
Il représente l'Eurodistrict en justice, lors des interventions, en réunion ou lors des manifestations.

### Secrétariat général
L'article 9 des Statuts du GECT a institué un Secrétaire général et un service de secrétariat général. Il a pour fonction d'aider le président à exercer ses compétences et à mettre en œuvre les décisions des assemblées. Depuis le 1er juin 2015 la Secrétaire générale est Mme Anika Klaffke.